# Thar (Ärmelkanal)
Der Thar ist ein Küstenfluss in Frankreich, der im Département Manche in der Region Normandie verläuft. Er entspringt beim Weiler Noirpalu, an der Gemeindegrenze von La Mouche und Le Tanu, entwässert generell in westlicher Richtung, schlägt knapp vor seiner Mündung noch einen Haken nach Norden und mündet nach rund 25 Kilometern knapp südlich von Saint-Pair-sur-Mer im Golf von Saint-Malo in den Ärmelkanal.

## Orte am Fluss
(Reihenfolge in Fließrichtung)
- La Haye-Pesnel
- Jullouville
- Kairon Plage, Gemeinde Saint-Pair-sur-Mer